# Brooks Point
Der Brooks Point ist eine kleine und felsige Landspitze an der Knox-Küste des ostantarktischen Wilkeslands. Sie liegt 8 km westnordwestlich des Mallory Point am Westufer der Vincennes Bay.
Luftaufnahmen der US-amerikanischen Operation Highjump (1946–1947) dienten der ersten Kartierung dieser Landspitze. Das Advisory Committee on Antarctic Names benannte sie 1973 nach John Brooks, Seemann bei der United States Exploring Expedition (1838–1842) an Bord des Flaggschiffs USS Vincennes unter dem Kommando von Charles Wilkes.